# Emil Votoček

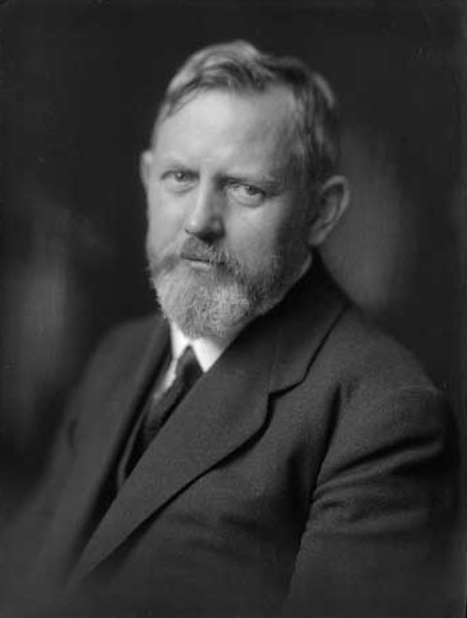
Emil Votoček

Emil Votoček (* 5. Oktober 1872 in Hostinné; † 11. Oktober 1950 in Prag) war tschechischer Chemiker und Professor an der Technischen Universität in Prag und international anerkannter Wissenschaftler im Fachbereich der Monosaccharide.

## Leben
Der Sohn eines Papiergroßhändlers studierte zunächst an der Handelsakademie, wechselte aber bald zur Chemie. Nachdem er die Prager Technische Akademie absolviert hatte, ging er zwei Jahre auf die Hochschule für Farben in Mülhausen im Elsass. Hier begann er mit experimenteller Chemie, zog nach Göttingen weiter, wo sich seinerzeit die Elite der Chemie und Physik traf. Er studierte unter Professor Bernhard Tollens Chemie des Zuckers. Ein Fachbereich, der sein späteres Leben ausfüllte und ihn zu einer internationalen Kapazität auf diesem Gebiet machte. 
1895 kehrte er auf die Prager TU zurück, arbeitete zunächst als Assistent, ab 1900 als Privatdozent und seit 1907 als ordentlicher Professor der experimentellen Chemie. Seine Vorlesungen hielt er bis zur Schließung der Universität durch die Nazis 1939. 
Über 15 Jahre hielt er Vorlesungen in anorganischer und über 30 Jahre in organischer Chemie. Votoček gehörte zu den Gründern der tschechischen wissenschaftlichen Schule für organische Chemie.

## Werke
Votoček veröffentlichte eine Reihe von Arbeiten zur chemischen Analyse und Zusammensetzung von Zucker, Farben und einer Reihe aromatischer und anorganischer Chemie. Er entdeckte einige neue Zuckerformen. Neben Zuckerforschung erarbeitete er auch eine neue Methode der Normierung der Halogenen und baute eine Reihe Apparaturen.
Er verfeinerte auch die Terminologie der tschechischen chemischen Bezeichnungen. Daneben publizierte er Lehrbücher zu seinen Vorlesungen. Seine Ergebnisse wurden im Verlag der Tschechischen Akademie und der Königlichen Böhmischen Vereinigung der Lehre sowie in Berichte der chemischen Gesellschaft veröffentlicht. Mit Nobelpreisträger Jaroslav Heyrovský gründete er die wissenschaftliche Zeitschrift Collection of Czechoslovak Chemical Communications. 
Zu seinen Schülern gehörten Rudolf Lukeš und Otto Wichterle.

## Publikationen
- Anorganická chemie (Mitautor, 1902)
- Cvičení v chemii organické (Prag, 1899–1901)
- Chemie fysikální (1902)